# Bindamongo
Bindamongo est un village du Cameroun situé dans la région du Centre et le département du Mbam-et-Kim. Il fait partie de la commune de Mbangassina. 

## Population
En 1965, Bindamongo comptait 60 habitants, principalement des Mvele. Lors du recensement de 2005, la localité comptait 2 779 habitants.